# Marisela de Montecristo
Marisela de Montecristo (Olocuilta, La Paz, 25 de agosto de 1992) es una modelo y reina de belleza salvadoreña, ganó Nuestra Belleza Latina 2013 con más de 10 millones de votos de un total de 32 millones de votos y en 2018 ganó el título de Reinado de El Salvador 2018 y representó a El Salvador en Miss Universo 2018

## Biografía
Nació en Olocuilta del departamento de La Paz, el 25 de agosto de 1992, a la edad de 10 años, como muchos compatriotas de su país, emigró a los Estados Unidos y se estableció con la diáspora salvadoreña de Las Vegas, Nevada. Luego siguiendo su sueño de ser presentadora de televisión,  estudió Comunicaciones en la Universidad.

## Nuestra Belleza Latina 2013
Marisela de Montecristo estaba viviendo en Las Vegas, Nevada cuando ella hizo la audición, esperando usar un poco de $250,000 para ayudar a su madre y pagar una operación para su sobrina. Luego de 11 semanas de competencia, Marisela ganó con más de 10 millones de votos la corona de Nuestra Belleza Latina 2013, además $250,000, un nuevo Kia Forte, y un contrato de un año con Univisión. Hasta ahora es la primera mujer salvadoreña en ganar este concurso.

## Carrera profesional
Desde el contrato con Univisión, Marisela ha trabajado como reportera para Uvideos, además apareciendo en el programa Sábado Gigante, además de presentadora para los Premios Juventud 2013. También apareció en la portada de Cosmopolitan en Español de agosto de 2013. También ha aparecido en los programas de TV ¡Despierta América!, El Gordo y la Flaca y HuffPost Voces, también apareció en el video musical de la canción Fun de Pitbull ft. Chris Brown. En septiembre de 2015, de Montecristo fue invitada a la Casa Blanca en Washington D. C., para un discurso de concientización sobre los niños migrantes centroamericanos. 
A menudo se le considera en la comunidad latina como la "Halle Berry salvadoreña" por sus similitudes físicas y corporales. Además de su conocida labor social.

### Miss Universo 2015
En 2015, de Montecristo anunció su deseo competir en Nuestra Belleza El Salvador por la oportunidad de representar al país centroamericano en el certamen Miss Universo. Sin embargo, tras los polémicos comentarios del entonces propietario de la Organización Miss Universo Donald Trump con respecto a los inmigrantes mexicanos y además comunidad latina durante su postulación como candidato a la presidencia de los Estados Unidos, afirmó en junio de ese año que no participaría en la competición como "forma de protesta" y "solidaridad con su pares mexicanas".

### Reinado de El Salvador 2018
Marisela el 16 de junio participó en el certamen de belleza Reinado de El Salvador  2018 representando al Departamento de La Paz, donde resultó ganadora del título Miss Universe El Salvador 2018 ahora Marisela representó a El Salvador en Miss Universo 2018 sin éxito.